# Marie d'Ibelin (1294-1318)
Pour les articles homonymes, voir Marie d'Ibelin.
Marie d'Ibelin, née en 1294, morte avant 1318, était fille de Guy d'Ibelin, comte de Jaffa, et de Marie d'Ibelin
Elle épousa vers 1307 Hugues IV (1294-1359) roi de Chypre mais n'eut pas d'enfant.

## Source
- (en) Charles Cawley, « CYPRUS », sur Medieval Lands, Foundation for Medieval Genealogy, 2006-2016 (consulté le 9 août 2018)